# Bernard Saisset
Bernard Saisset (?-1314) fue un prelado francés, Obispo de Pamiers y célebre por sus altercados con el rey Felipe el Hermoso.
Bernard Saisset desafiaba abiertamente la legitimidad del rey de Francia. Sugirió al conde de Foix y al conde de Cominges liberarse de la tutela capetina. Felipe el Hermoso abrió una investigación y requisó los bienes del obispo. En la noche del 12 al 13 de julio de 1301, Bernard Saisset fue arrestado.
- Datos: Q822689